# Carlos di Laura
Carlos di Laura es un ex-tenista peruano, nacido el 19 de octubre de 1964, en la ciudad de Lima. Su mejor ranking ATP en singles fue el 92, pero en dobles (su especialidad) alcanzó el puesto 29. Llegó a disputar el Roland Garros 1986 en singles y el Roland Garros 1989 en la modalidad de dobles, en donde conseguiría su mejor participación al llegar a semifinales.
Representó al Perú en varias competiciones internacionales, siendo los Juegos Olímpicos de Los Ángeles 1984 y la Copa Davis, como parte fundamental de la pareja de dobles del Equipo peruano de Copa Davis, sus principales apariciones.
Es tío del futbolista Gianluca di Laura.